# Coracina boyeri
El oruguero de Boyer (Coracina boyeri) es una especie de ave paseriforme de la familia   Campephagidae nativa de Indonesia y Papúa Nueva Guinea. 
Su hábitat natural son los bosques húmedos tropicales de tierras bajas y los manglares de la isla de Nueva Guinea e islas menores cercanas.